# Amtsgericht Kolmar i.P.
Das Amtsgericht Kolmar i. Posen war ein preußisches Amtsgericht mit Sitz in Kolmar in Posen.

## Geschichte
Das königlich preußische Amtsgericht Kolmar i. Posen wurde mit Wirkung zum 1. Oktober  1879 als eines von 13 Amtsgerichten im Bezirk des Landgerichtes Schneidemühl im Bezirk des Oberlandesgerichtes Marienwerder gebildet. Der Sitz des Gerichtes war Kolmar in Posen. Sein Gerichtsbezirk umfasste den Kreis Kolmar i. Posen außer den Teilen, die den Amtsgerichten  Margonin und Schneidemühl zugeordnet waren. Am Gericht bestanden 1880 zwei Richterstellen. Das Amtsgericht war damit ein kleines Amtsgericht im Landgerichtsbezirk. Der Amtsgerichtsbezirk kam aufgrund des Versailler Vertrages 1919 zu Polen, und das Amtsgericht stellte seine Arbeit ein. Im Jahre 1939 wurde Polen deutsch besetzt. Im Rahmen der Neuorganisation der Gerichte in Ostdeutschland und im ehemaligen Polen wurden das Amtsgericht Kolmar in Posen neu gebildet, nun aber dem Landgericht Posen zugeordnet.
Im Jahre 1945 wurde der Amtsgerichtsbezirk unter polnische Verwaltung gestellt, und die deutschen Einwohner wurden vertrieben. Damit endete auch die Geschichte des Amtsgerichtes Kolmar in Posen.